# 庶民
庶民（しょみん、英語: common people）とは、人口の多数を占める一般的な人々のことである。
庶民には、通例、平民などが該当し、貴族などの特権階級に対して、一般階級の人々を指すことが多い。
現代社会においては、一般市民とも呼ばれることも多い。
また庶民と言う言葉を大衆と同義で用いることもあるが、厳格に区別して用いられることもある。
庶民は、風俗の担い手でもあり、民俗学や文化人類学などにおいても注目されている。

## 刑罰として
古代中国では、皇族に対して「庶人に落とす」という処罰が存在した。庶人に落とされた皇族は罪人扱いで、後に遭難することが多かった。これを恥辱として自殺した例もあった。それは自分の名誉と家族の結末にもかかわる。処刑された時にすでに庶人だったら、その遺族は罪人の家族とされる。逆に皇族の身分の下で処刑された時は、本来の身位に応じて死後の待遇を与えられる。その遺族も罪人扱いされない。生活待遇も変わらなかった。